# The Honor of Thieves
Pour plus de détails, voir Fiche technique et Distribution.
The Honor of Thieves est un film muet américain réalisé par D. W. Griffith, sorti en 1909.

## Synopsis
Un voleur sauve de la mort un père et sa fille.

## Fiche technique
- Titre : The Honor of Thieves
- Réalisation et scénario : D. W. Griffith
- Société de production et de distribution : American Mutoscope and Biograph Company[1]
- Photographie : G. W. Bitzer
- Pays de production :  États-Unis
- Format[2] : Noir et blanc - Muet - 1,33:1 ou 1,37:1[3] - 35 mm[3],[4]
- Longueur de pellicule : 681 pieds (208 mètres[4])
- Durée : 11 minutes (à 16 images par seconde)[2]
- Date de sortie : 11 janvier 1909

## Distribution
- Frank Powell
- Owen Moore : Ned Grattan
- Mack Sennett : une personne à la soirée dansante / le policier
- Wilfred Lucas
- Florence Lawrence : Rachel Einstein
- Harry Solter : M. Einstein
- George Gebhardt : un musicien[5]
- Anita Hendrie : une personne à la soirée dansante[5]
- Arthur V. Johnson : le client / un musicien[3],[5]
- David Miles : une personne à la soirée dansante[3],[5]

## Autour du film
Les scènes du film ont été tournées les 4 et 10 décembre 1908 sur Hudson Street à New York.
À sa sortie, le film a été présenté sur la même bobine que Love Finds a Way.